# François du Val de Fontenay-Mareuil
Pour les articles homonymes, voir Fontenay.
François du Val, marquis de Fontenay-Mareuil, né vers 1594 et mort le 25 octobre 1665 à Paris, est un diplomate et mémorialiste français.

## Biographie

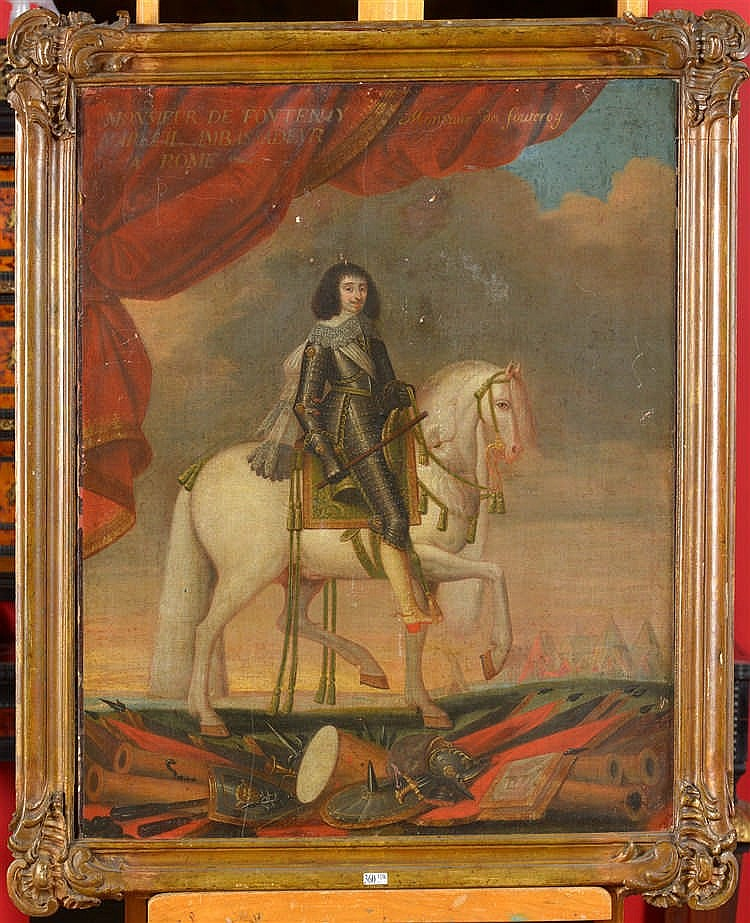
Portrait équestre de François du Val, marquis de Fontenay-Mareuil, attribué à Charles et Henri Beaubrun

Élevé avec le futur Louis XIII comme enfant d'honneur. Maître de camp du régiment de Piémont (8 octobre 1616), il prend part, entre autres, au siège de La Rochelle (1627-1628). Ambassadeur en Angleterre (1632-1633), maréchal de camp (1635) puis ambassadeur à Rome de 1641 à 1645 et en 1647, on lui doit des Mémoires qui retracent la fin du règne d'Henri IV et celui de Louis XIII jusqu'en 1624.

## Mariage et descendance
François du Val de Fontenay-Mareuil épouse Suzanne de Monceaux d'Auxy (famille d'Auxy).
Le couple a un seul enfant, Marie Françoise Angélique du Val, (1632-1702), mariée en 1651 à Léon Potier, (1620-1704), duc de Tresmes, dit de Gesvres, pair de France, premier gentilhomme de la chambre du roi, gouverneur de Paris, etc. (famille Potier).